# Caleb Wiley
Caleb Wiley (Atlanta, 2004. december 22. –) amerikai válogatott labdarúgó, a Watford hátvéde kölcsönben az angol Chelsea csapatától.

## Pályafutása

### Klubcsapatokban
Wiley a georgiai Atlanta városában született. Az ifjúsági pályafutását a helyi Atlanta United akadémiájánál kezdte.
2020-ban mutatkozott be az Atlanta United tartalék, majd 2022-ben az első osztályban szereplő felnőtt csapatában. 2022. február 27-én, a Sporting Kansas City ellen 3–1-ás győzelemmel zárult mérkőzés 75. percében, Josef Martínezt váltva debütált, majd 14 perccel később meg is szerezte első gólját a klub színeiben.
2024. július 22-én az angol Chelsea 6+1 évre szóló szerződést kötött vele. A 2024–25-ös szezonban a francia Strasbourgnál szerepelt kölcsönben. 2025. február 3-án visszarendelték a francia klubtól és kölcsönbe a Watford csapatába került.

### A válogatottban
Wiley az U17-es, az U20-as és az U23-as korosztályú válogatottakban is képviselte Amerikát. Tagja volt a 2024-es párizsi olimpiára küldött nemzeti labdarúgó-keretnek is.
2023-ban debütált a felnőtt válogatottban. Először a 2023. április 20-ai, Mexikó ellen 1–1-es döntetlennel zárult mérkőzés 90. percében, Sergiño Destet váltva lépett pályára.

## Statisztikák
2024. július 10. szerint
| Klub                    | Szezon   | Osztály  | Bajnokság | Bajnokság | Kupa  | Kupa | Nemzetközi | Nemzetközi | Összesen | Összesen |
| Klub                    | Szezon   | Osztály  | Meccs     | Gól       | Meccs | Gól  | Meccs      | Gól        | Meccs    | Gól      |
| ----------------------- | -------- | -------- | --------- | --------- | ----- | ---- | ---------- | ---------- | -------- | -------- |
| Atlanta United          | 2022     | MLS      | 26        | 1         | 0     | 0    | —          | —          | 26       | 1        |
| Atlanta United          | 2023     | MLS      | 33        | 4         | 1     | 0    | 2          | 0          | 13       | 3        |
| Atlanta United          | 2024     | MLS      | 21        | 1         | 2     | 0    | —          | —          | 23       | 1        |
| Strasbourg (kölcsönben) | 2024–25  | Ligue 1  | 0         | 0         | 0     | 0    | —          | —          | 0        | 0        |
| Összesen                | Összesen | Összesen | 80        | 6         | 3     | 0    | 2          | 0          | 85       | 6        |

### A válogatottban
| Válogatott       | Év       | Pályára lépés | Gól |
| ---------------- | -------- | ------------- | --- |
| Egyesült Államok | 2023     | 1             | 0   |
| Egyesült Államok | 2024     | 2             | 0   |
| Egyesült Államok | 2025     | 0             | 0   |
| Összesen         | Összesen | 3             | 0   |